# Stazione di vedetta di Capo Ortano
La stazione di vedetta di Capo Ortano è un faro marittimo dismesso dell'Isola d'Elba situato presso l'omonimo promontorio che si eleva lungo la costa orientale dell'isola, nel territorio comunale di Rio.

## Storia
La stazione di vedetta, il cui progetto risale al 1827, venne attivata dalla Regia Marina per monitorare il traffico marittimo nel Canale di Piombino, oltre che per l'illuminazione notturna del tratto costiero orientale dell'isola ai natanti in transito nel medesimo tratto marino.  Nel corso della seconda guerra mondiale l'infrastruttura, dotata di aerofono, venne adibita a punto di avvistamento contraereo.

## Architettura
Del complesso si sono conservati i resti di un fabbricato in muratura a pianta rettangolare, disposto su un unico livello, con portone d'ingresso rettangolare che si apre sulla facciata rivolta verso terra e con una finestra quadrangolare che si apre su ciascuna delle restanti pareti, da dove poteva essere monitorato il traffico marittimo. Alla sommità del complesso era collocato un fanale. Presso il complesso vi era un'antenna per la trasmissione e la ricezione di segnali radiofonici e telegrafici.